# Timbaland Presents Shock Value
Timbaland Presents Shock Value é o segundo álbum de estúdio do produtor e rapper norte-americano Timbaland. De acordo com a Interscope Records, o álbum deveria ter sido lançado em 27 de Março de 2007, mas foi adiado para 3 de Abril de 2007. O primeiro single foi "Give It to Me", com participação de Nelly Furtado e Justin Timberlake. O single foi lançado nas rádios dos EUA em 6 de Fevereiro de 2007, conforme o AllAccess.com.
Em Maio de 2007, foi confirmado que "The Way I Are", com participação de Keri Hilson e D.O.E., seria o próximo single. O single e seu videoclipe já foram lançados oficialmente.
O álbum estreou na posição #3 no EUA Billboard 200, com 138,000 cópias vendidas. Ele apareceu na posição #10 na parada de álbuns do Reino Unido e na semana terminada no dia 22 de Julho subiu para a posição #5. O álbum alcançou a posição #2 no Reino Unido e a posição #15 na França. Dois não-singles, "Release" e "Apologize", já apareceram nas posições #91 e #95 da parada Billboard Hot 100, respectivamente. Além disso, "Release" aparecerá no próximo videogame da EA Sports, Madden NFL 08. Em 16 de Abril, a canção "Laff At 'Em" caiu na internet. Originalmente ela deveria fazer parte do álbum, mas não foi gravada a tempo. Ela tem participação de Jay-Z e Justin Timberlake. A canção agora é intitulada como um remix de "Give It to Me". Outra canção não-lançada, chamada "I See U", com participação de Attitude e D.O.E., também caiu na internet.
O álbum já vendeu 470,600 cópias nos EUA.
O álbum alcançou sua melhor posição na parada de álbuns do Reino Unido quando "The Way I Are" foi lançada, a posição #2, e a posição #1 na Parada de Álbuns R&B do Reino Unido.
Uma versão instrumental do álbum foi lançada em 31 de Julho de 2007 no iTunes Music Store.
Em 9 de Agosto de 2007, Shock Value já havia vendido 514,300 cópias nos EUA e alcançado a posição #26 nas paradas.

## Faixas
| #  | Título                                            | Participação(ões)                           | Produtor(es)                                               | Compositor(es) | Duração |
| -- | ------------------------------------------------- | ------------------------------------------- | ---------------------------------------------------------- | --- | ------- |
| 1  | "Oh Timbaland"                                    | –                                           | Timbaland                                                  | Timothy Clayton, Timothy Mosley, Nina Simone | 3:32    |
| 2  | "Give It to Me"                                   | Nelly Furtado e Justin Timberlake           | Timbaland, co-produzido por Danja                          | Timothy Clayton, Nelly Furtado, Nate Hills, Timothy Mosley, Justin Timberlake                                                                                   | 3:54    |
| 3  | "Release"                                         | Justin Timberlake                           | Timbaland                                                  | Longmile, Timothy Mosley, Justin Timberlake | 3:25    |
| 4  | "The Way I Are"                                   | Keri Hilson e D.O.E.                        | Timbaland, co-produzido por Danja                          | Nate Hills, Keri Hilson, Maultsby, Timothy Mosley, Balewa Muhammad, Candice Nelson                                                                              | 2:59    |
| 5  | "Bounce"                                          | Dr. Dre, Missy Elliott, e Justin Timberlake | Timbaland                                                  | Missy Elliott, Timothy Mosley, Justin Timberlake, Andre Young                                                                                                   | 4:04    |
| 6  | "Come and Get Me"                                 | 50 Cent e Tony Yayo                         | Timbaland, co-produzido por Danja                          | Marvin Bernard, Timothy Clayton, Curtis Jackson, Timothy Mosley                                                                                                 | 3:30    |
| 7  | "Kill Yourself"                                   | Sebastian e Attitude                        | Timbaland                                                  | Timothy Clayton, Garland Mosley, Timothy Mosley | 4:06    |
| 8  | "Boardmeeting"                                    | Magoo                                       | Timbaland, co-produzido por Danja                          | Melvin Barclif, Robert Bell, Ronald Bell, George Brown, Timothy Clayton, Eumir Deodato, Nate Hills, Robert Mickens, Timothy Mosley, Charles Smith, James Taylor | 2:29    |
| 9  | "Fantasy"                                         | Money                                       | Walter "Lil Walt" Millsap III, co-produzido por Boss Beats | Greenfield, Walter Millsap III, Candice Nelson, VanSciver, Watson, Watson                                                                                       | 4:11    |
| 10 | "Scream"                                          | Keri Hilson e Nicole Scherzinger            | Timbaland, co-produzido por Danja                          | Nate Hills, Keri Hilson, Timothy Mosley | 5:41    |
| 11 | "Miscommunication"                                | Keri Hilson e Sebastian                     | Danja                                                      | Nate Hills, Keri Hilson, Garland Mosley | 3:19    |
| 12 | "Bombay"                                          | Amar e Jim Beanz                            | Timbaland                                                  | Dhanjan, Timothy Mosley, James Washington | 2:55    |
| 13 | "Throw It on Me"                                  | The Hives                                   | Timbaland                                                  | Timothy Clayton, Randy Fitzsimmons, Timothy Mosley | 2:11    |
| 14 | "Time"                                            | She Wants Revenge                           | Timbaland                                                  | Adam Bravin, Timothy Clayton, Timothy Mosley, Justin Warfield                                                                                                   | 3:57    |
| 15 | "One and Only"                                    | Fall Out Boy                                | Timbaland, co-produzido por Hannon Lane                    | Hannon Lane, Timothy Mosley, Patrick Stump, Pete Wentz | 4:16    |
| 16 | "Apologize"                                       | OneRepublic                                 | Greg Wells e Ryan Tedder, co-produzido por Timbaland       | Timothy Mosley, Ryan Tedder | 3:04    |
| 17 | "2 Man Show"                                      | Elton John                                  | Timbaland, Danja e Elton John                              | Nate Hills, Elton John, Walter Millsap III, Timothy Mosley | 4:25    |
| 18 | "Hello"(faixa bônus internacional)                | Keri Hilson e Attitude                      | Timbaland                                                  | Timothy Mosley, Timothy Clayton, Keri Hilson | 4:35    |
| 19 | "Come Around"(faixa bônus no Reino Unido e Japão) | M.I.A.                                      | Timbaland                                                  | Timothy Mosley, Timothy Clayton, Mathangi Arulpragasam (M.I.A.)                                                                                                 | 3:52    |

## Informações de lançamento
| País           | Data                | Selo                | Formato | Catálogo |
| -------------- | ------------------- | ------------------- | ------- | -------- |
| Japão          | 30 de Março de 2007 | Interscope Records  | CD      |          |
| Reino Unido    | 2 de Abril de 2007  | Polydor Records     | CD      |          |
| França         | 2 de Abril de 2007  | Interscope Records  | CD      |          |
| Alemanha       | 2 de Abril de 2007  | Interscope Records  | CD      |          |
| Estados Unidos | 3 de Abril de 2007  | Mosley Music        | CD      | 8594     |
| Canadá         | 3 de Abril de 2007  | Blackground Records | CD      |          |

## Singles
- (2007) "Give It to Me" (participação de Nelly Furtado & Justin Timberlake)
- (2007) "The Way I Are" (participação de Keri Hilson & D.O.E.)
- (2007) "Throw It on Me" (participação de The Hives)
- (2007) "Apologize" (participação de OneRepublic)
- (2007) "Scream" (participação de Keri Hilson & Nicole Scherzinger)
- (2008) "Release" (participação de Justin Timberlake)